# Saint-Privat, Corrèze
Saint-Privat là một xã thuộc tỉnh Corrèze trong vùng Nouvelle-Aquitaine miền trung Pháp.